# گیدارئی
گیدارئی (به لاتین: Gaydari) یک منطقهٔ مسکونی در بلغارستان است که در تریاونا واقع شده‌است.